# Sobolevskite
La sobolevskite est un minéral de la classe des sulfures, qui appartient au groupe de la nickéline. Il a été nommé en l'honneur de Petr Grigorevich Sobolevski (Петра Григорьевича Соболевского) (Saint-Pétersbourg, Empire russe, 1781 - Saint-Pétersbourg, Empire Russe, 24 octobre 1841), ingénieur et métallurgiste. Il a étudié les gisements de platine des monts Oural et est l'un des fondateurs de la métallurgie des poudres.

## Caractéristiques
La sobolevskite est un bismuthure de palladium de formule chimique Pd(Bi,Te). Elle a été approuvée comme espèce valide par l'Association internationale de minéralogie en 1973. Elle cristallise dans le système hexagonal. Sa dureté sur l'échelle de Mohs est de 4.

## Classification
Selon la classification de Nickel-Strunz, la sobolevskite appartient à "02.C - Sulfures métalliques, M:S = 1:1 (et similaires), avec Ni, Fe, Co, PGE, etc." avec les minéraux suivants : achavalite, breithauptite, fréboldite, kotulskite, langisite, nickéline, sederholmite, stumpflite, sudburyite, jaipurite, zlatogorite, pyrrhotite, smithite, troïlite, chérépanovite, modderite, ruthénarsénite, westerveldite, millérite, mäkinenite, mackinawite, hexatestibiopanickélite, vavřínite, braggite, coopérite et vysotskite.

## Formation et gisements
Elle a été découverte dans la mine Oktyabrsky, située dans le gisement de cuivre et nickel de Talnakh, près de la ville de Norilsk (Kraï de Krasnoïarsk, Russie). Bien qu'il s'agisse d'une espèce inhabituelle, elle a été décrite sur tous les continents de la planète à l'exception de l'Antarctique.